# Evelyn Beatrice Hall
Evelyn Beatrice Hall (ur. 28 września 1868, zm. 13 kwietnia 1956) – brytyjska pisarka. Używała pseudonimu S.G. Tallentyre. 

## Życiorys
Była siostrą Ethel Frances Hall, żony pisarza Hugh Stowella Scotta. Współpracowała ze szwagrem w dziedzinie literackiej. Zajmowała się biografistyką. Napisała między innymi biografię Woltera. Autorka przypisywanego Wolterowi powiedzenia "I disapprove of what you say, but I will defend to the death your right to say it" (Nie zgadzam się z tym co mówisz, ale oddam życie, abyś miał prawo to powiedzieć). Cytat ten jest powszechnie wykorzystywany jako motto obrońców wolności słowa.

## Publikacje
- Evelyn Beatrice Hall (ps. S.G. Tallentyre): The Life of Voltaire. Archive.org, 1907. [dostęp 2018-03-31]. (ang.).
- Evelyn Beatrice Hall (ps. S.G. Tallentyre): The Friends of Voltaire. Archive.org, 1906. [dostęp 2018-03-31]. (ang.).